# Lepidasthenia varia
Lepidasthenia varia är en ringmaskart som beskrevs av Treadwell 1917. Lepidasthenia varia ingår i släktet Lepidasthenia och familjen Polynoidae. Inga underarter finns listade i Catalogue of Life.